# NGC 925
NGC 925 je galaksija u zviježđu Trokut.

## Vanjske poveznice
- SEDS: NGC 925